# Calceolaria hyssopifolia
Calceolaria hyssopifolia är en toffelblomsväxtart som beskrevs av Carl Sigismund Kunth. Calceolaria hyssopifolia ingår i släktet toffelblommor, och familjen toffelblomsväxter. Inga underarter finns listade i Catalogue of Life.